# Grigorăuca
Grigorăuca è un comune della Moldavia situato nel distretto di Sîngerei di 2.463 abitanti al censimento del 2004

## Località
Il comune è formato dall'insieme delle seguenti località (popolazione 2004):
- Grigorăuca (1.538 abitanti)
- Cozeşti (652 abitanti)
- Petropavlovca (273 abitanti)